# Vittorio Lupi

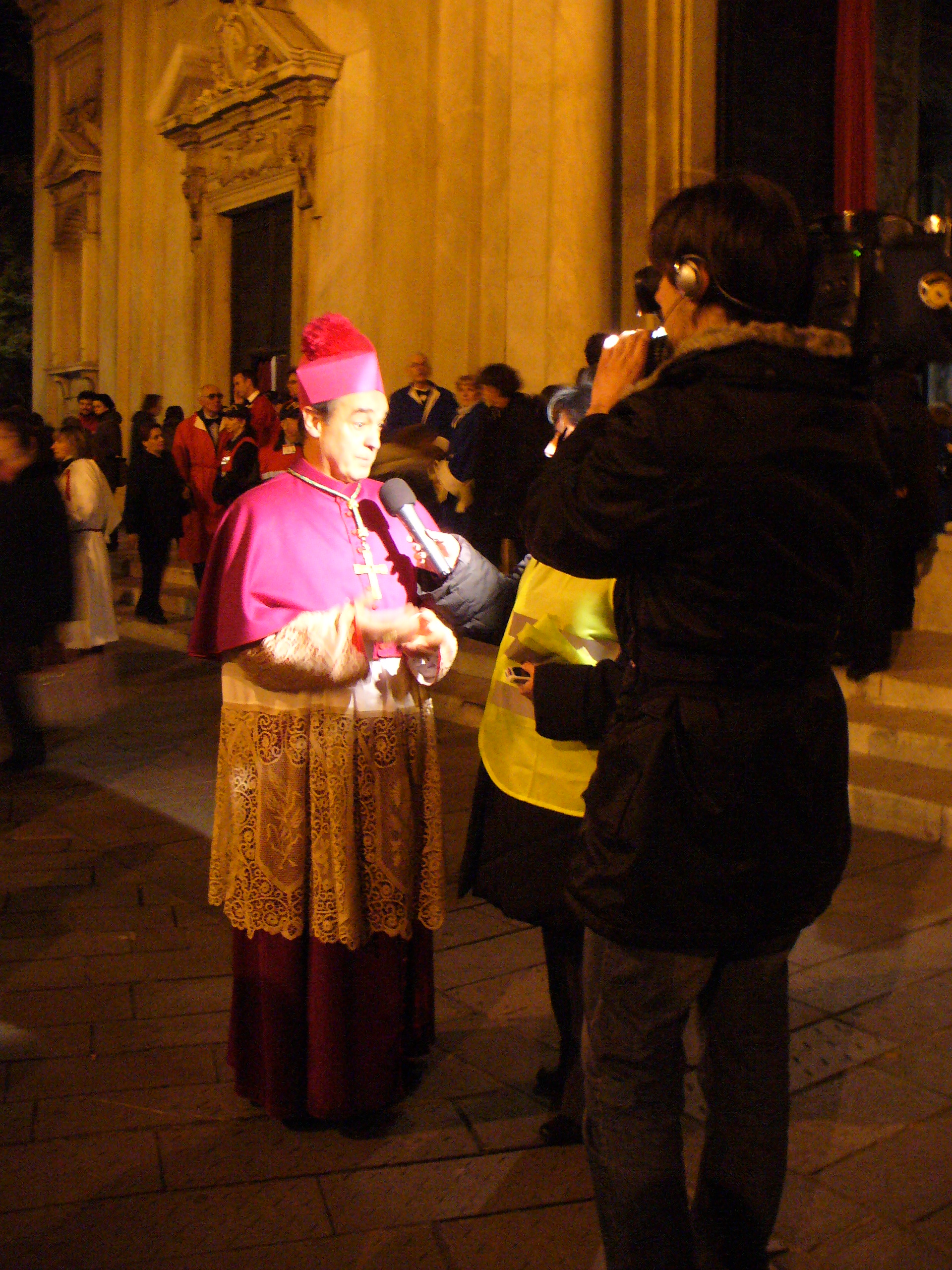
Bischof Vittorio Lupi (2008)

Vittorio Lupi (* 4. April 1941 in Ceriana, Provinz Imperia, Italien) ist ein italienischer Geistlicher und emeritierter römisch-katholischer Bischof von Savona-Noli.

## Leben

Bischofswappen

Der Bischof von Ventimiglia, Agostino Rousset, weihte ihn am 30. Mai 1964 zum Priester. Lupi wirkte anschließend als Pfarrvikar in seiner Heimatgemeinde Ceriana, ehe er 1968 Subregens des Priesterseminars der Diözese Ventimiglia wurde. Nach weiteren Stationen, unter anderem als Gemeindepfarrer in Riva Ligure, wurde er 1990 Leiter des diözesanen Büros für Katechismus in Ventimiglia. 1991 stieg er schließlich zum Generalvikar des Bistums Ventimiglia auf. 
Papst Benedikt XVI. ernannte ihn am 30. November 2007 zum Bischof von Savona-Noli und er wurde am 1. Februar des nächsten Jahres in das Amt eingeführt. Der Erzbischof von Genua, Angelo Kardinal Bagnasco, spendete ihm am 27. Januar des nächsten Jahres die Bischofsweihe; Mitkonsekratoren waren Alberto Maria Careggio, Bischof von Ventimiglia-San Remo, und Giacomo Barabino, Altbischof von Ventimiglia-San Remo. Als Wahlspruch wählte er Gressus meos dirige. Während seiner Amtszeit wurden mehrere Fälle sexuellen Missbrauchs im Bistum Savona-Noli aufgedeckt. Anlässlich seiner Verabschiedung im Januar 2017 betonte Lupi, er habe diese Fälle stets nach bestem Gewissen aufgearbeitet, unter anderem hatte er nach eigenen Angaben zwei des Missbrauchs überführte Priester in den Laienstand versetzt.
Papst Franziskus nahm am 20. Oktober 2016 seinen altersbedingten Rücktritt an.